# Векселль, Йосеф Юлиус
Йосеф Юлиус Векселль (швед. Josef Julius Wecksell; 19 марта 1838, Або — 9 августа 1907, Гельсингфорс) — финский поэт и драматург; писал на шведском языке.

## Биография и творчество
Родился 19 марта 1838 года в Або, в семье шляпных дел мастера Йохана Векселля. В двенадцатилетнем возрасте начал увлекаться театром и сочинением стихов, проникнутых влиянием Шекспира, Рунеберга, Гейне и Шиллера. В шестнадцать лет написал первую пьесу — водевиль «Три жениха» (швед. «Tre friare»), увидевший свет рампы вскоре после своего завершения.
В 1860 году Векселль опубликовал свой первый поэтический сборник — «Избранные юношеские стихотворения» (швед. «Valda ungdomsdikter»). В этот сборник вошли различные по тематике произведения: патриотические, исполненные любви к родине («С Новым годом», «Рождество финского солдата»), сентиментально-романтические («Птица», «Алмаз на мартовском снегу»), выдержанные в фольклорной традиции («Засохшая липа»). Сборник не привлек внимания читательской публики, поскольку вышел в свет одновременно со второй книгой популярных «Рассказов прапорщика Столя» Рунеберга.
Начиная с 1861 года, в творчестве Векселля стали усиливаться трагические мотивы: власти золота над человеком («Месть карлика»), несчастья и смерти («Прощание Дона-Жуана с жизнью»). В это же время писатель начинает работу над исторической драмой «Даниэль Юрт» (швед. «Daniel Hjort») (1862), посвященной трагической судьбе участника антифеодального крестьянского восстания («дубинной войны»), разгоревшегося в Финляндии в конце XVI века. Эта пьеса, ещё при жизни автора переведённая на чешский, финский и русский языки, по мнению литературоведа и критика В. Таркиайнена, «представляет лучшее драматическое произведение во всей финляндской литературе».
В 1862 году у Векселля появились симптомы психического расстройства; наиболее вероятная причина его возникновения — отягощенная наследственность. Писатель был направлен на лечение в частную психиатрическую клинику в Энденихе (Бонн), где незадолго до того скончался Роберт Шуман. Лечение никаких результатов не дало, и в сентябре 1865 года Векселль был переведён в клинику в Лапинлахти (Хельсинки), где умер сорок два года спустя.

## В культуре

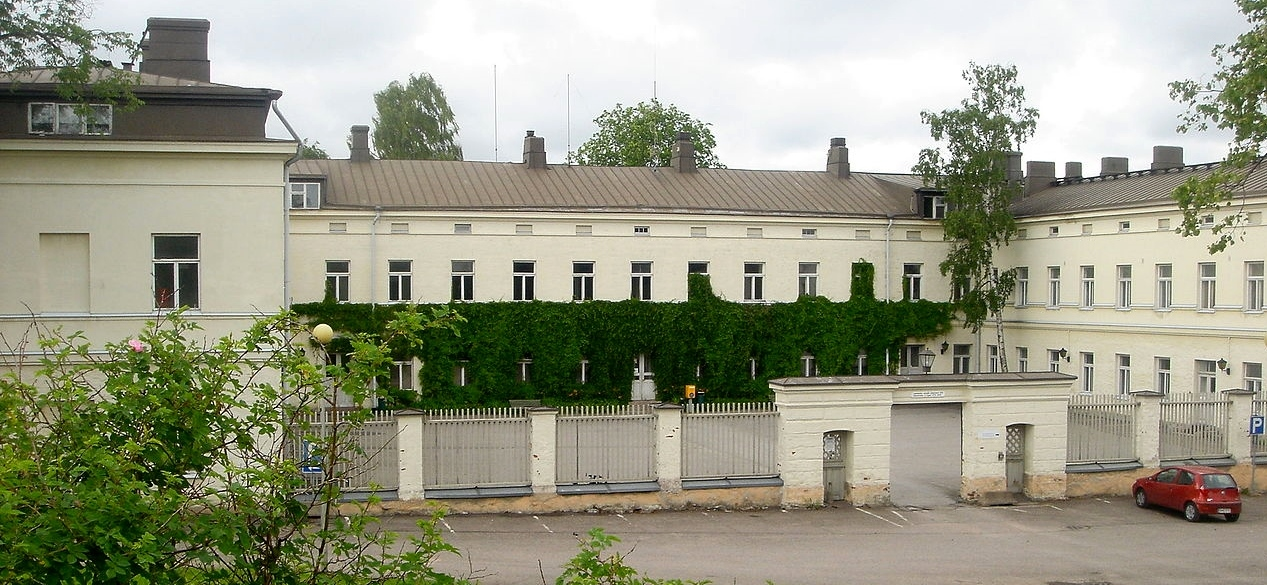
Психиатрическая клиника в Лапинлахти.

- Памяти финского поэта посвящены: поэма Я. Прокопе «Пленник смерти» и стихотворение Э. Диктониуса «Ты сгорел так быстро…». Отдельные стихи Векселля были положены на музыку Я. Сибелиусом.

## Избранная библиография
- Векселль Ю. Даниэль Йурт: Трагедия в 5 д. и 2 карт. / Пер. со шведск. И. Ш-ко. — СПб., 1883.
- Векселль Ю. Избранное / Пер. со шведск. Т. Сильман и С. Петрова. — М.—Л., 1960.
- Европейская поэзия XIX века: Сб. / Вступ. статья В. Небольсина. — М., 1977. — С. 628—629. — (Библиотека всемирной литературы. — Т. 85).
- Сборник финляндской литературы / Под ред. В. Брюсова и М. Горького. — Петроград, 1917. — С. 135—136.